# Židovi
Židovi su semitski narod koji živi u Izraelu te su raspršeni po svijetu, posebice u Europi i Americi. Nema pouzdanih podataka o vremenu i razlozima doseljavanja u Europu, a povijesni izvori ih spominju od antičkih vremena. Bili su izloženi čestim progonima od kojih je najveći bio holokaust. U 20. stoljeću, a osobito poslije Drugoga svjetskog rata, naseljavaju se u Palestini gdje osnivaju državu Izrael.

## Ime
Hebrejski יהודים (izg. yehudi, pl. yehudim = Judejci) izvor je hrvatskog naziva Židovi, kao i naziva na mnogim drugim jezicima (primjerice njemački: Juden i engleski: Jews). Ovaj naziv, koji je nastao po jednom od židovskih plemena (Juda), počinje se upotrebljavati kada se Kraljevstvo Izrael podijelilo na Sjeverno (Kraljevstvo Izrael) i Južno (Kraljevstvo Juda), a osobito nakon povratka iz babilonskog ropstva. Hebrejski naziv B'nei Yisrael (Izraelci) označavao je Sjeverne i Južne Židove. Njihova vjera je judaizam, koja ih čvrsto povezuje širom svijeta. Židove koji žive na područjima koje je nekada pripadalo Osmanskom Carstvu često nazivaju Čifuti. Ovaj naziv nastao je od turskog Çifut i često se koristi u negativnom kontekstu.
Neki jezici izvode naziv za Židove iz hebrejskoga עברימ (čit. ʻyvrim = Hebreji; srpski: Jevreji, talijanski: Ebrei).
Zanimljivo je, što je redovna zloupotreba korijena "žid" u ruskom jeziku dovela, zbog značajnog otpora u intelektualnim krugovima 19. stoljeća, do zamijene uvredljivog naziva "žid" nazivom "jevrej". U Hrvatskoj takvog otpora nikada nije bilo, te stari naziv "Židov" ostao je sve do danas; ali na primjer u Sloveniji "Žid" se smatra uvredom, a pravilni naziv je "Jud."

## Glavne skupine
Judaizam je za Židova vjera i životni stil. Fizički i jezički Židovi se danas mnogo razlikuju od mjesta do mjesta. Najviše Židova pripada dvjema skupinama. Prvu grupu čine Aškenazi (jidiš: jedn. Ashkenazi, mn. Ashkenazim), ova riječ u hebrejskom označava „Nijemca”. Mnogi Aškenazi živjeli su u Njemačkoj, gdje su govorili jezikom jidiš, te središnjoj i istočnoj Europi. Tijekom Drugog svjetskog rata mnogi Aškenazi su stradali u koncentracijskim logorima tijekom holokausta. 
Druga grana Židova poznata je kao Sefardi, u hebrejskom označava „Španjolca”. Danas žive u Španjolskoj, Portugalu, Sjevernoj Americi i na cijelom području gdje se nekad prostiralo Osmansko Carstvo, kamo su se odselili nakon progona iz Španjolske. 
Druge grane Židova nazivane su raznim imenima: Bet Israel ili Etiopski Židovi – u sjeveroistočnoj Africi, Buharski Židovi u središnjoj Aziji, Perzijski Židovi u Iranu, Mizrahi – grupe Sefarda u sjevernoj Africi, Jemenski Židovi, Omanski Židovi, Romanioti u Grčkoj. Židova ima i na Kavkazu (Bené Roma), Kini, Indiji i drugdje. Sastavni dio imena raznih grupa Židova su riječi 'Beta', 'Bene' ili 'Bnei'. Mnoge grupe Židova u svijetu danas nalikuju narodima u čijoj sredini žive i služe se većinskim jezicima u tim zemljama.

## Židovi izvan Izraela

### Poljska
Poljska je od europskih zemalja imala najveću koncentraciju Židova, postala je dom Aškenazima iz središnje i istočne Europe te malom broju Sefarda, koji su od kraja 15. stoljeća izbjegli iz Španjolske i Portugala. Ovdje se javlja židovska mistika  – hasidizam, pokret za religioznim obnavljanjem u Poljskoj i Podoliji, današnjoj Ukrajini, pod vodstvom legendarnog Baal Shem Tova, rođenog oko 1700. 
Pojavom industrijalizacije europski Židovi postaju industrijalci, bankari, trgovci.
Zbog povijesnih okolnosti Židovi se rijetko bave fizičkim radom, pa se ističu na poljima glazbe i umjetnosti, tu su svoja imena ostavili Adam Muncheimer, kompozitor i ravnatelj varšavske opere u 19. stoljeću, zatim Julian Tuwim, Antoni Slonimski, Jan Brzechwa, Artur Szyk, Henryk Kuna (kipar).
U razdoblju između dva svjetska rata, Židovi čine 10 % stanovništva Poljske koja je tada imala 33.000.000 stanovnika. Oni su politički aktivni i javljaju se političke stranke, Bund i Poalei Cion – פועלי ציון, komunisti, cionisti, religiozni cionisti – "Mizrachi" i "Agudas Israel". Postojala je i Narodna partija, Folksische Partei. Svoje novine (oko 30 dnevnih izdanja) Židovi tiskaju na jidišu, hebrejskom i poljskom. 

### Njemačka
Židovi u Njemačkoj, Aškenazi, služe se jezikom jidišem, etničkih ih ima 49.219 (prema WCD-u, 2000. godine). Jugozapadnim narječjem govore u južnoj Njemačkoj, Švicarskoj i francuskom Elzasu, srednje-zapadno narječje se govori u središnjoj Njemačkoj i nekim predjelima bivše Čehoslovačke; sjeverozapadnim u sjevernoj Njemačkoj i Nizozemskoj. Jidiš se govori i u Belgiji, Mađarskoj, Izraelu. Ovaj jezik poznat je i kao judejsko-njemački. U njemačkom se Židovi zovu Juden. 

### Kazahstan
Prema Unreached Peoples Prayer Profilesu u Kazahstanu živi 15.000 – 20.000 Židova, koji govore jidiš, a većina je naseljena u Almatiju. Istočno-europski Židovi dolaze pod kontrolu Kijevske Rusi oko 10. stoljeća, kada žive blizu Kijeva u Ukrajini. U kasnijim stoljećima počinju se širiti Rusijom, a neki od njih kao vojnici dolaze u Kazahstan. 
Židovi su u muslimanskom Kazahstanu 'građani drugog reda, tako su im, na primjer, zatvorena vrata mnogih sveučilišta. Oni su ipak uglavnom inženjeri, birokrati i poslovni menadžeri, žene rade kao učiteljice ili tajnice. Kuće ovih Židova su malene, od kamena, dvosobne. 
Kazahstanski Židovi su naravno sljedbenici judaizma, održavaju sve svoje svetkovine kao što su Pasha – פסח, Yom Kippur – יום כיפו i Hanuka – חנוכה. Pazi se i na šabat – שבת, sinagoga imaju tek nekoliko.

### Uganda
Židovi Afrike izgledaju crnoputo. Među mnogobrojnim afričkim židovskim zajednicama, ima i jedna malena zajednica u istočnoj Ugandi, podno Mount Elgona blizu grada Mbale. Oni se razlikuju od ostalih svojih susjeda što prakticiraju judaizam.

### SAD
Većina sjevernoameričkih Židova nastanjena je u urbanim sredinama istočne ili zapadne obale. New York City je grad s najvećom populacijom Židova u Sjevernoj Americi, s preko 1.000.000 ultraortodoksnih hasida, koji se odmah daju prepoznati po pramenu kose pokraj uha i obveznim crnim kaputima. Grane židovskog naroda koje žive po Južnoj Americi također su urbano stanovništvo (najveća zajednica je u Argentini).

### Australija
Židovi Australije pretežno se bave privatnim poslovima, preko 85 %, medicina, zakonodavstvo i inžinjerstvo glavna su im preokupacija govore engleski, jidiš, njemački, poljski i hebrejski. U gradu Melbourneu imaju svoje škole i novine. Svaki vikend australske radiopostaje emitiraju nekoliko sati programa za Židove, na engleskom, hebrejskom i jidišu. Židovska zajednica u Melbourneu osnovana je 1841. godine. Godine 1982. otvoren je Jewish Museum of Australia, a već 1984. Jewish Holocaust Museum & Research Centre. U gradu se nalazi više od 30 sinagoga.

## Deset izgubljenih plemena
Prije više od 2700 godina Asirci su protjerali Deset plemena Kraljevstva Izraela, oni će se, po vjerovanju, jednoga dana vratiti u Svetu zemlju, ali ne dok ne pređu strašnu rijeku Sambayton kojom će ih Gospodin (Bog) zaštititi. 
U godinama 722. i 721. pr. Kr., Deset plemena koja su živjela u Kraljevstvu Izrael je nestalo. Poraženi od asirskog kralja Šalmanesera V., oni su odvedeni u gornju Mezopotamiju, današnju Siriju i Irak. Deset plemena nikada se nije vratilo. Potomke ovih deset izgubljenih plemena mnogi su putnici tražili među raznim plemenima širom svijeta.
Ova plemena bila su:
- Ašer (heb. אשר ašer),
- Dan (heb. דן dan),
- Efrajim (heb. אפרימ efrajim),
- Gad (heb. גד gad),
- Jisakar (heb. יששכר issakhar),
- Manaše (heb. מנשה mennašeh),
- Naftali (heb. נפתלי naftali),
- Ruben (heb. ראובן reuven),
- Šimun (heb. שמעון šim'on )
- Zebulun (heb. זבולון zebulun).

Sve su to bili sinovi i unuci Jakovljevi. Dva ostala plemena bila su Benjamin (heb. בנימין binjamin) i Juda (heb. יהודה yehudah).

## Kratka povijest do pada hrama u Jeruzalemu
Židovi su uz Arape, jedan od danas dva glavna semitska naroda, koji je kroz povijest većinu života provodio u negostoljubivim pustinjskim predjelima Bliskog istoka. Već negdje između 2000. – 1600. prije Krista u starom babilonskom razdoblju nakon propasti Sumera moglo bi biti naznaka prve pojave starih Hebreja. Svakako, u to vrijeme Amorićani donose u to vrijeme sa sobom semitski jezik. Pod imenom Hebreji oni se sigurno pojavljuju kao migranti, koji između 1250. i 1200. prije Krista migriraju u Egipat. Po povratku iz Egipta Hebreji godinama lutaju sinajskom pustinjom i uskoro počinje osvajanje Kanaana. Ovaj rat potrajao je par stotina godina, ali su Hebreji izašli iz njega kao pobjednici. Zemlju Kanaanaca podijelili su među svojim plemenima i stvorili upravni sustav poznat kao amfiktionija. Naredne godine prolaze relativno mirno. Tada negdje sa sjevera 1050. provališe Filistejci i napadnu Izrael. Suočeni novom opasnošću Izraelci predlože Samuelu da izabere novoga kralja, ovaj izabere Šaula da bude kralj Izraela, a plemena se tada ujediniše u izraelski narod. Ipak Šaul se kasnije ubije, zbog mnogih žrtava koje je imao u borbi protiv Filistejaca. Negdje u isto vrijeme, David, povede vlastiti rat protiv Filistejaca, i odnosi pobjede. Godine 1004. David postade kralj Izraela, izgradi središnju vlast u Jeruzalemu. Davidom tako i počne 'nova' hebrejska povijest. Godine 950. Izraelom zavlada Salomon koji poduzima daljnje projekte u gradnji, uključujući i hram u Jeruzalemu. On umire 928. pr. Kr. Nezadovoljni plaćanjem taksi Jeruzalemu, sjeverna plemena Hebreja se odvoje od južnih, i podignu sebi grad Samarija. Nastadoše tako dva naroda, sjevernim kraljevstvom zavlada Salomonov sin Jeroboam, a južnim Rehoboam, brat Jeroboamov. Ubrzo potom stiže nova opasnost, narod Asirci, koji je ne svojim bojnim kolima širio svoje carstvo prema zapadu. Oko 840. oni pr. Kr. osvajaju Siriju i Tursku, područje kojim su svojevremeno vladali Hetiti.
Godine 722. prije Kr. Asirci osvajaju Kraljevstvo Izrael. Sjeverna plemena nestadoše, ali Kraljevstvo Juda je ipak preživjelo. Nakon smrti Sanheriba zavlada Ašurbanipal koji će u svoju čuvenu knjižnicu sakupiti 22.000 glinenih pločica i 648. pr. Kr. uništiti novoizgrađeni grad Babilon. To će ga skupo stajati, jer će Babilonci (Kaldejci) uz pomoć Medijaca koji su živjeli u području današnjeg Irana, uništiti 614. pr. Kr. Asirce, a 612. prije Krista past će im i središte Niniva.
Uništenjem Asiraca, Kaldejci, semitski narod osvaja ovaj kraj, a novo razdoblje babilonske dominacije potraje do 539. prije Krista. Godine 586. pr. Kr. Jeruzalem pada u ruke Nabukadonosora II. Tom prigodom odvedeni su neki Hebreji u zarobljeništvo. U to vrijeme napisana je biblijska knjiga Ezekijel. Hebreji između 520. i 516. prije Krista nakon povratka iz babilonskog sužanjstva ponovno podižu Hram uništen 586. pr. Kr. godine čime u židovskoj povijesti započinje razdoblje Drugoga hrama. Godine 63. prije Kristova rođenja Rimljani osvajaju Jeruzalem. Nakon niza židovskih ustanaka 70. godine po Kristu rimski car Tit ugušio je pobunu, uništio Hram u Jeruzalemu i diljem carstva raselio malobrojne preživjele. Po židovskoj predaji Hram će biti obnovljen u posljednja vremena za dolaska Mesije.

## Običaji
Kod Židova i muslimana obrezivanje je jedan od elemenata koji ih povezuje, upravo kao i obredna čistoća (npr. nekonzumiranje svinjetine). Obrezivanje su muslimani ipak posudili od ranih Hebreja. Kod Židova obrezivanje je znak saveza s Bogom. Sva su se muška djeca do određene dobi morali podvrgnuti obrezanju. Operacija se u stara vremena vršila kremenim nožem. Židovi su još ostali dosljedni sebi u pridržavanju religiozne endogamije. Ženidba s pripadnicima drugih vjerskih zajednica kod njih je vrlo rijetka. Prema njima, svatko tko se ne oženi, griješi protiv Boga.

## Vanjske poveznice
- Britannica enciklopedija: Židovi
- Jewish Museum